# Allomyia thomasi
Allomyia thomasi är en nattsländeart som beskrevs av Nimmo 1977. Allomyia thomasi ingår i släktet Allomyia och familjen Apataniidae. Inga underarter finns listade i Catalogue of Life.